# Archives départementales de la Vienne
Les archives départementales de la Vienne sont un service du conseil départemental de la Vienne, chargé de collecter les archives, de les classer, les conserver et les mettre à la disposition du public.

## Pour approfondir